# Флуиден бранд
Флуиден бранд е понятие от маркетинга.

## Определение
Флуидни са брандовете, които въвличат потребителите в процеса на брандиране и целят да съживят бранда чрез многобройни вариации и дизайни на логото за ограничен период от време, без да променят основните характеристики и послания на същинския бранд.

## История
Флуидните брандове се променят постоянно във времето. Те са широко разпространени в интернет пространството. Компанията „Гугъл“ е пионер в разработването на флуиден бранд с постоянно сменящите се „doodles“ на началната си страница.
Начините за дизайн са много. Основното правило гласи, че същинският бранд трябва да остане постоянен, т.е. да не се изменят неговите основни характеристики и послания, за да могат потребителите да правят асоциации с тях.

## Водещи практики за изграждане на флуиден бранд
Въпреки че трендът флуиден бранд излага на опасност и рискува защитата на търговските марки, има начини, по които те могат да се използват за изграждане на марките. Макар те едва през последните години да се налагат като тенденция, съществуват следните водещи практики, на които специалистите разчитат:
1. Процесът стартира със силен бранд. Най-подходящите брандове, които се използват за образец на флуидните, са могъщи, етаблирани, брандове с история, силно одобрени и признати от потребителите. Ролята на флуидния бранд е да подсили славата и влиянието на оригинала.
2. Регистриране на същинския бранд. В идеалния случай е нужна регистрация на същинския бранд и уместно използване на издадения сертификат. Причината за това се крие в интерактивността на флуидните брандове, които подканват потребителите да участват със свои собствени варианти и креативност. Не е строго необходимо да се вписва всяка вариация. За съжаление няма универсално решение, защото това зависи от обстоятелствата.
3. Същинският бранд трябва да продължи да се използва. Независимо от факта, дали е регистриран или не, същинският бранд не трябва да престава да се явява пред потребителите. Тази поява ще го съживи и защити от опасността да бъде погубен. Според американското търговско право (Lanham Act), ако притежателят на марката не я използва в регистрирания си вид повече от три години, марката престава да съществува. Българското законодателство предвижда период от 5 години [3]. Ето защо притежателите трябва да оставят усещането, че винаги са възнамерявали да възобновят използването на същинския бранд.
4. Ключовите елементи на бранда е необходимо да бъдат запазени. Тук важи правилото „флуиден и гъвкав, но не случаен“. Новият облик на бранда трябва да запази основните характеристики на същинския бранд и да засили потребителското признание и одобрение. Брандове като водка Абсолют и Chiquita съхраняват контурите, рамките и цветовете и по този начин укрепват позицията си на пазара.
5. Възприемане на стил и оставяне на собствен почерк. По-вероятно да бъдат приети от потребителите, отколкото да бъдат отхвърлени, са флуидни брандове, които са разпознаваеми поради отличителното лого на същинския бранд. Например, ако от Дисни решат повече да не използват анимационния герой Мики Маус и да предложат ново лого с някой от другите си добре познати герои, то те могат да създадат уникален характер и лесно да го обвържат със същинския бранд Дисни.
6. Защита на правата на интелектуалната собственост. Това е много важен аспект, тъй като всеки вариант на флуидния бранд може да бъде защитен от закона. Американското право, например, позволява на Гугъл да впише всяка оригинална вариация на логото си, дори тази вариация да не се използва достатъчно често и да не служи като идентификатор на бранда.
7. Изясняване на новата ситуация. Увереност, че новият вариант на логото не нарушава правата на трети лица над дадена търговска марка.
8. Подгответе се. Флуидните брандове ангажират потребителите, затова собствениците на марката трябва да бъдат подготвени за пародии в интернет пространството и социалните мрежи. Много от притежателите на брандове се стараят да пренасочат енергията и креативността на своите фенове, предоставяйки им форум за мнения и препоръки (а брандове като Гугъл и Абсолют дори са спонсори на официални конкурси).
9. Утвърждаване на стратегията. Собствениците на бранда трябва да вземат решение колко активно желаят да наложат търговската си марка, тъй като рискуват да отчуждят доста от най-лоялните си потребители.
10. Работа в екип. Флуидните брандове често предоставят уникални възможности на собствениците да задълбочат и разширят емоционалната връзка между бранда и потребителите. Те също така са рискови от гледна точка на търговското право и се нуждаят от силно управление на бранда. Дизайнери, бранд мениджъри и адвокати, занимаващи се с интелектуална собственост, работят съвместно по концепцията „флуиден бранд“. Целта е да се изясни, приеме, използва, да се изследват възможностите за регистрация, прилагането и изпълнението на всеки вариант на флуидния бранд.[4]

## Рискове, свързани с флуидни брандове
От своя страна бранд специалистите се стремят да минимизират правните рискове, свързани с флуидните брандове, като се фокусират върху следните характеристики:
- увереност, че същинският бранд, който се явява образец на флуидния бранд (дизайнерското лого, словна марка, или двете заедно) притежава отличителен характер и е регистрирана търговска марка;
- нужно е достатъчно често същинският бранд да се появява в своята регистрирана форма;
- идентифициране на ключовите елементи на бранда (цвят, графика, звук, шрифт) и стремеж те да бъдат запазени константни;
- компонентите, които биват добавяни, не трябва да нарушават правата на други физически и юридически лица;
- ако е възможно, компонентите да се защитят чрез авторско право, патент и други форми за протекция на интелектуалната собственост;
- регистрацията на всеки отделен вариант на флуидния бранд е свързана с изразходване на финансови средства, които доста често надвишават ползите.[4]